# Andrés Jaque
Andrés Jaque (Madrid, 1971) és un arquitecte espanyol que explora amb el seu treball el paper de l'arquitectura en la construcció de les societats.
El 1998 es titula com arquitecte per l'Escola Tècnica Superior d'Arquitectura de Madrid, any en què va rebre el Tessenow Stipendiat de l'Alfred Toepfer Stiftung FVS, que el va portar a residir fins al 2000 a Berlín i Dresden, com a investigador resident de la fundació. L'any 2000 fundarà l'estudi Andrés Jaque Arquitectes. La seva obra ha estat exposada a la Biennal de Venècia, en la Biennal de Gwangju 2011, al Schweizerisches Architekturmuseum de Basilea, en la Cité de l'Architecture et du Patrimoine (París) o a l'Institut Valencià d'Art Modern, IVAM.
Andrés Jaque és un dels més significatius representants de la jove arquitectura desenvolupada en les darreres dècades a la Unió Europea. Unes generacions que han substituït l'interès per l'estil i la forma per un compromís amb la dimensió social de l'arquitectura. El seu treball s'exposa i forma part de la col·lecció del MoMA Museum of Modern Art de Nova York, la instal·lació ray Home Home va ocupar l'espai central del Palazzo de la Biennale di Venezia 2010 i l'any 2011 va realitzar "Sweet Parliament Home" per a la Bienal de Gwangju.